# برايان والتون (دراج)
برايان والتون (بالإنجليزية: Brian Walton) (و. 1965  م) هو راكب دراجة هوائية كندي، ولد في أوتا، شارك في الألعاب الأولمبية الصيفية 2000، والألعاب الأولمبية الصيفية 1988، والألعاب الأولمبية الصيفية 1996، وركوب الدراجات في الألعاب الأولمبية الصيفية 1996 – رجال سباق النقاط ‏.
.

## روابط خارجية
- برايان والتون على موقع أرشيف الدراجات (الإنجليزية)
- برايان والتون على موقع إحصائيات الدراجات الإحترافية (الإنجليزية)
- برايان والتون على موقع CycleBase (الإنجليزية)
- برايان والتون على موقع أوليمبيديا (الإنجليزية)
- برايان والتون على موقع اللجنة الأولمبية الكندية (الإنجليزية)